# ランドヴェーッティル
ランドヴェーッティル（アイスランド語: Landvættir、「地霊」、「地のVaettir」の意、ランドヴェッティルとも。）は、北欧神話やゲルマン・ネオペイガニズムにおける、大地の精霊または自然界の妖精である。ランドヴェーッティルは石や木や川などに住み、彼らが暮らす固有の場所で栄えるものを守り助ける守護神である。そうした場所は岩石1つ、あるいは野原1つというように小さい事もあれば、国土を構成する地域1つぶんくらい大きいこともある。彼らはしばしば動物の姿をとり、時には竜や巨人の姿にもなる。

## ランドヴェーッティルの性質
幾人かの学者達は、ランドヴェーッティルが自然の地下世界 (chthonic) にいる死者の魂であることを示唆した。しかし他の学者達は、彼らが一度も居住していなかった土地でも時々暮らしていたことから、ランドヴェーッティルを自然界の精霊だと解釈した。H. R. エリス・デイヴィッドソンは、雄山羊のビョルン (Goat-Björn) のような話が、移民達がアイスランドに到着したときにランドヴェーッティルがすでにそこに居たことを暗示していると主張した。雄山羊のビョルンは、「岩に住む者 (bergbúi)」から協力を提供され、その後成功を収めた。千里眼をもつ人々は、すべての地霊が、ディング（民会）に向かうビョルンの後をついて行き、ビョルンの兄弟達が狩りや釣りをする時もその後をついて行くのを見た。滝や木々、岩石の中で暮らしている精霊からの助言を崇拝し受け入れている人々について、彼らは話した。

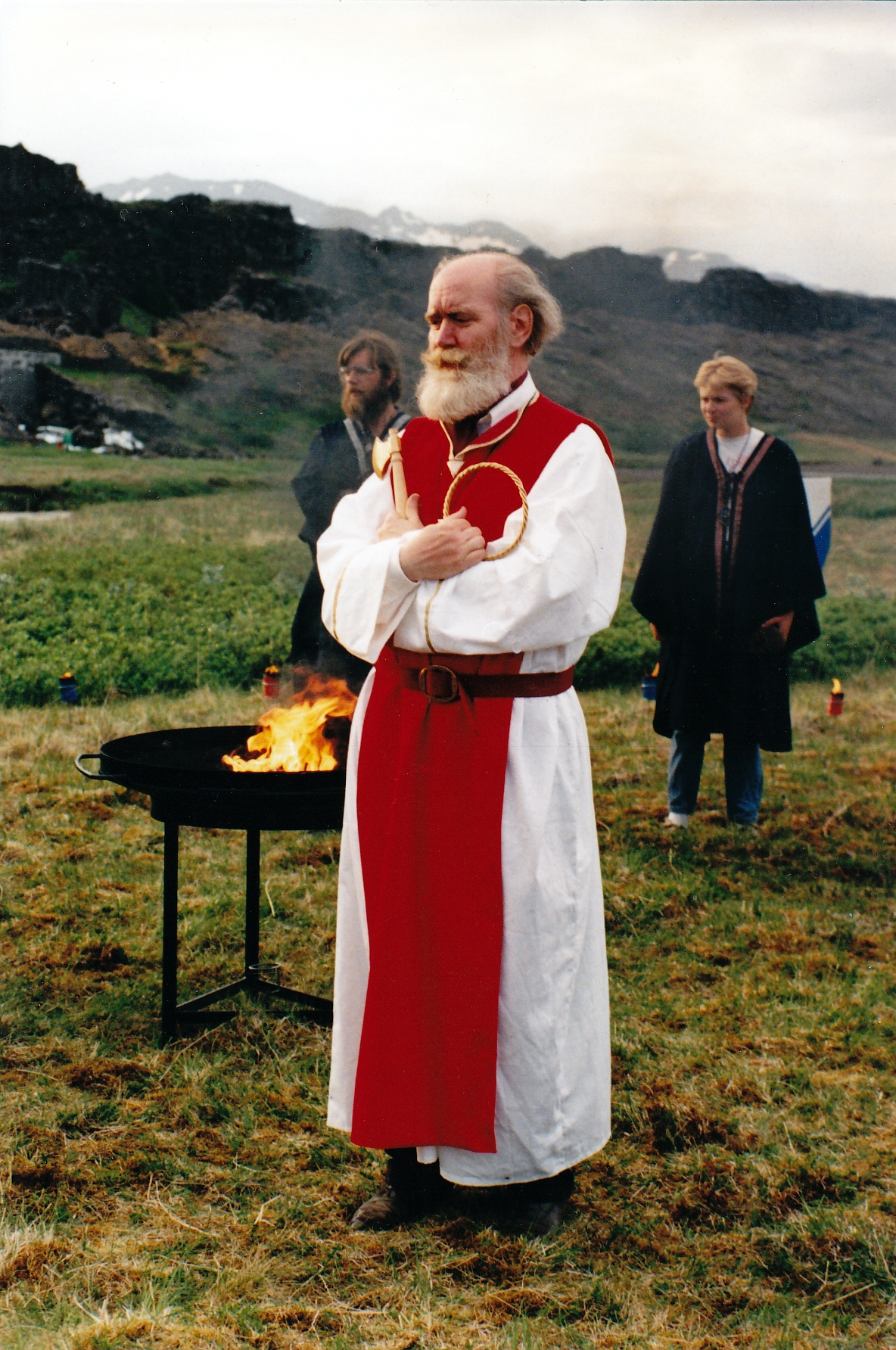
Jörmundur Ingi Hansen（1994年）

アサトル協会 (Ásatrúarfélagið) の元祭司長 (Allsherjargoði) であったJörmundur Ingi Hansen は、ランドヴェーッティルとは「精霊で、彼らは、土地の安全と土地の豊穣、その他の事柄を、何らかの方法で制御している」と語った。彼によると、ランドヴェーッティルは「風景のある場所に、大きな岩石に、山に、または特に美しい場所に結びつき」、そしてその場所は「ほんの2、3ヤード離れた所」より美しいことによって気付くことができるという。
その土地ごとのランドヴェーッティルの信仰は、アイスランドではなおも息づいており、多くの農場にある岩石はきっちり山積みにすることはなく、子供たちがそれで遊ぶことも許されない。ケプラヴィークの軍用航空基地の建設が始まろうとしていた時、アイスランドの現場監督が夢を見た。夢の中で、女性が彼の前に現れ、自分達家族が退去する時間がほしいので巨石を移動するのを遅らせるように頼んだ。現場監督は、その後の夢で女性が彼を再訪し、ランドヴェーッティルの皆が退去した事を話すまで、アメリカ側から異議があったにもかかわらず2週間の間巨石の移動を見合わせた。
「bergbúi」、「ármaðr」、そして「spámaðr」といった他の単語が、精霊に対する聖句で時々使われる。しかし、特に「ランドヴェーッティル (landvættir)」へ捧げ物を持ってきている、キリスト教化以前のアイスランド人への1件の言及がある。『ハウクスボーク』のある章では、富裕な家庭に恵まれる生き物を願ってランドヴェーッティルに捧げるために岩やうろ穴に食物を供える「愚かな女性」を、キリスト教の司教が罵っている。

## 国土の繁栄と幸福のために

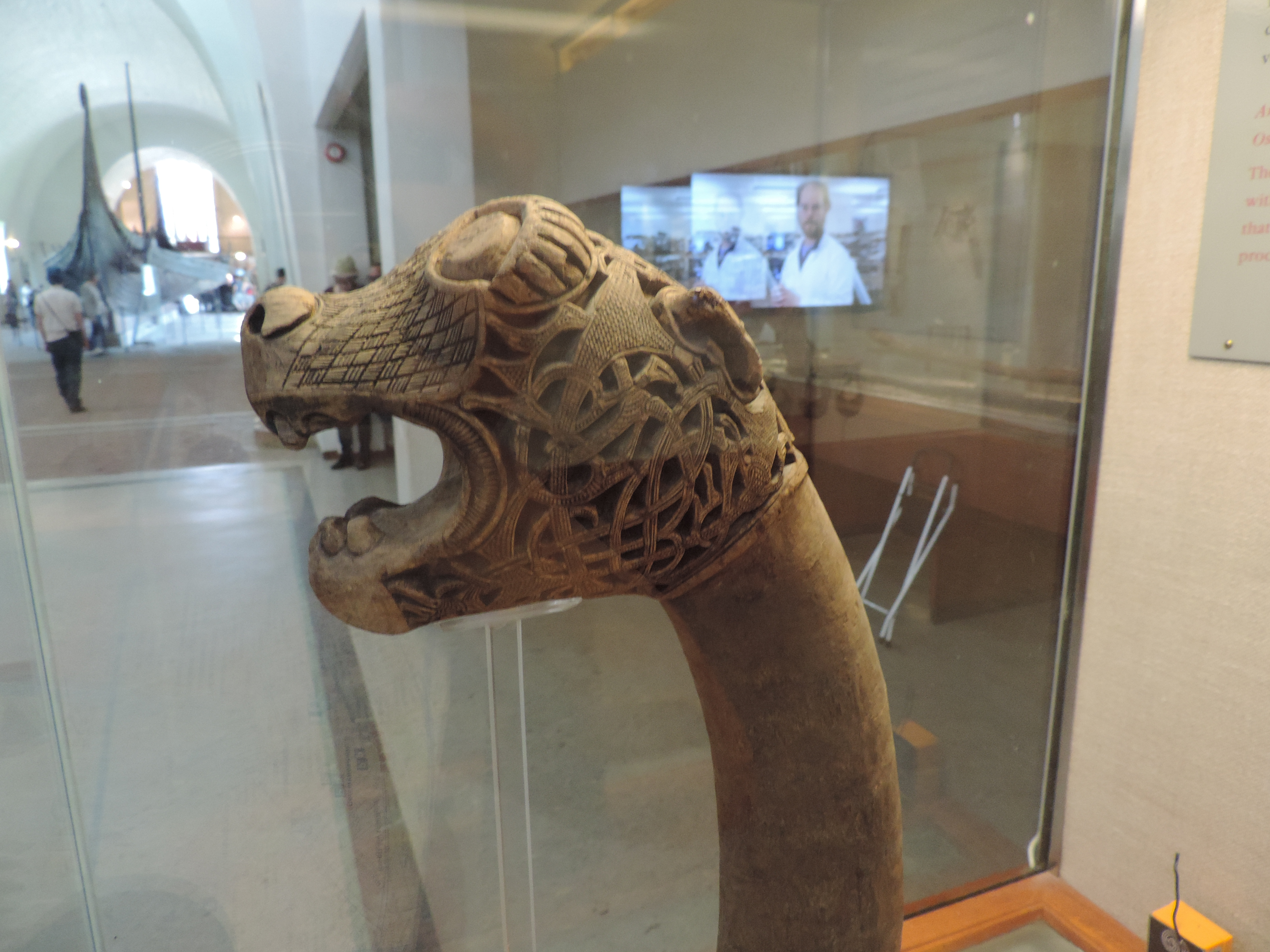
ヴァイキングの船に取り付けられていた、動物の頭部を模した飾りの例

アイスランド語の『植民の書』の写本の一つは、アイスランドの古くからの法律が、船の所定の位置に竜を模した船首の飾りがあるならば、ランドヴェーッティルが怯えてしまうため「大きく裂けた口または大きく開いている鼻のままで」入港したり国土に入るのを禁じていたことを伝えている。すなわち、アイスランドに寄航する船は、船の舳先に取り付けている竜の頭の装飾を外したり後ろ向きにしたりしなければならなかった。
『エギルのサガ』の中で、エギル・スカッラグリームスソンは、ノルウェーのランドヴェーッティルに混乱を引き起こすために侮蔑の棒 (ニーズストング (níðstang)) を立てる。そして、国外に「エイリーク王とグンヒルド妃が追い払われるまで」、ランドヴェーッティルが「さまよい歩くように」と語る。Hermann PálssonとPaul Edwardsは、「ランドヴェーッティル (landvættir)」をこの一節では「守護霊 (guardian spirits)」と訳した。願いが通じて、エイリークら敵がノルウェーを退去したことから、ランドヴェーッティルに対するエギルの信仰はますます強まったという。
写本『フラート島本』に収録された話では、アイスランドにてキリスト教への改宗の時が近づいてきた頃に、各地にある塚の入り口が開き、超自然的な生き物たちがその地を去るための準備に追われる姿が目撃されたとの記述がある。

### アイスランドの4体のランドヴェーッティル

1919年から1944年まで使用された国章に描かれた4体のランドヴェーッティル

1944年以降の国章に描かれた4体のランドヴェーッティル

アイスランドは偉大なランドヴェーッティルとして知られる4体の守護者によって守られている。
『ヘイムスクリングラ』の「オーラヴ・トリュッグヴァソン王のサガ」によると、デンマークのハラルド青歯王・ゴルムスソンは、アイスランド人から詩で嘲笑された復讐のためにアイスランドを攻撃することとした。そして偵察のために魔法使いを送り出した。鯨の姿に変身した魔法使いは、アイスランドの北の海岸の周囲を西へ向かって泳ぎ、すべての山腹と谷間が「いくつかは大きく、いくつかは小さい」ランドヴェーッティルでいっぱいであるのを確認した。魔法使いはヴァプナフィヨルズの中を岸へ向かうことにして泳いでいったが、巨大な竜が谷間を彼に向かって空から降下してきた。そして、多くの蛇、ヒキガエル、トカゲが、どれも魔法使いに向かって毒を吐きながら竜に続いてきた。そのため魔法使いは引き返し、エイヤフィヨルドの西の海岸の周囲を移動し、内陸に向かって再び泳いだ。魔法使いは今度は、その翼のどちらの端も山腹に触れるほどに大きな鳥に遭遇し、その後も他の大小さまざまな多くの鳥に遭遇した。再び引き返し、西と南を進んでいって、ブレイザフィヨルドへと泳いでいった。そこで魔法使いは、恐ろしく吠えたてる巨躯の雄牛に遭遇し、その後に続く多くのランドヴェーッティルと遭遇した。魔法使いは再び引き返し、南を泳いでいってレイキャネース (Reykjanes) を回っていき、ヴィーカルススケイズで上陸しようとした。そこで魔法使いは、丘の頂上より頭の高い、鉄の棍棒を手にした山の巨人 (bergrisi) と出会い、多数の他の巨人 (jötnar) がその後に続いて出てきたのに遭遇した。魔法使いはさらに南の海岸に沿って進んだが、ロングシップを着けられそうな場所は見つけられず、「岸には砂と荒地と砕ける高い波だけしかなかった」と報告したため、デンマークはアイスランドへの攻撃を諦めた。
4体のランドヴェーッティルは、現在、アイスランドの4地区の守護者と考えられている。すなわち、東の竜 (Dreki)、北の鷲 (Gammur)、西の雄牛 (Griðungur)、そして南の巨人 (Bergrisi) である。
4体のランドヴェーッティルは、アイスランドの国章と、アイスランド・クローナの貨幣の片面に描かれている。

## ランドアールヴァル
ランドヴェーッティルと似た存在にランドアールヴァル (Landálfar) がいる。同様に守護神としての役割を持つ妖精で、彼らがアイスランドを去ると、アイスランドは外敵から侵入されやすくなると信じられていた。